# Cheirogaleus andysabini
Cheirogaleus andysabini is een zoogdier uit de familie van de dwergmaki's (Cheirogaleidae). De wetenschappelijke naam van de soort werd voor het eerst geldig gepubliceerd door Lei et al. in 2015.

## Voorkomen
De soort komt alleen voor in het Nationaal park Montagne d'Ambre, in het noorden van het eiland Madagaskar.